# Emil Krafth
Emil Henry Kristoffer Krafth (Stockholm, 2 augustus 1994) is een Zweeds professioneel voetballer die doorgaans als verdediger speelt. Hij verruilde Amiens SC in augustus 2019 voor Newcastle United. Krafth debuteerde in 2014 in het Zweeds voetbalelftal.

## Clubcarrière
Krafth speelde in de jeugd bij Lagans AIK, waarvoor hij in 2010 debuteerde in het eerste elftal. Vanaf dat moment maakte hij in een paar jaar tijd meerdere stappen omhoog. Zo ging hij in 2011 voor Östers IF spelen in de Superettan en twaalf maanden later voor Helsingborgs IF in de Allsvenskan. Hij maakte op 27 april 2012 zijn debuut op het hoogste niveau, in een competitiewedstrijd tegen Mjällby AIF. Krafth werd in seizoen 2013 basisspeler bij Helsingborgs. Dat bleef hij daarna 2,5 jaar lang.
Krafth tekende in augustus 2015 tot medio 2020 bij Bologna FC. Dit werd zijn eerste club buiten Zweden. Het lukte hem hier niet om een vaste basisspeler te worden. Waar coach Roberto Donadoni hem in 2016/17 nog in 26 speelronden speeltijd gaf, was dat een jaar later minder dan de helft. Bologna verhuurde hem aan het begin van het seizoen 2018/19 voor de duur van één seizoen Amiens SC. Hiervoor speelde hij dat jaar bijna iedere speelronde in de Ligue 1.
Amiens nam Krafth in juli 2019 definitief over, maar verkocht hem voor het seizoen 2019/20 begon door aan Newcastle United. Hier zag coach Steve Bruce hem 2,5 jaar vooral als reservespeler. Nadat Eddie Howe werd aangesteld in november 2021 nam zijn speeltijd toe. Krafth scheurde in augustus 2022 tijdens een wedstrijd in de League Cup tegen Tranmere Rovers een kruisband. Het kostte hem bijna een jaar om hiervan te herstellen.

## Interlandcarrière
Krafth kwam uit voor verschillende Zweedse jeugdelftallen. Hij debuteerde op 17 januari 2014 onder bondscoach Erik Hamrén in het Zweeds voetbalelftal, in een met 1–2 gewonnen oefeninterland tegen Moldavië. Hij kwam vijf minuten voor tijd het veld in. Krafth maakte deel uit van de Zweedse selectie van bondscoach Janne Andersson op het WK 2018, zijn eerste eindtoernooi. Nadat hij in de groepswedstrijden niet in actie kwam, mocht hij in de achtste finale tegen Zwitserland invallen en in de kwartfinale tegen Engeland in de basis beginnen. Krafth maakte ook deel uit van de Zweedse ploeg op het EK 2020. Hierop viel hij in alle vier de wedstrijden van de Zweden in de tweede helft in.
1 Dúbravka ·
2 Trippier ·
4 Botman ·
5 Schär ·
6 Lascelles  ·
7 Joelinton ·
8 Tonali ·
9 Wilson ·
10 Gordon ·
11 Barnes ·
13 Targett ·
14 Isak ·
17 Krafth ·
18 Osula ·
19 Vlachodimos ·
20 Hall ·
21 Livramento ·
22 Pope ·
23 Murphy ·
24 Almirón ·
25 Kelly ·
26 Ruddy ·
28 Willock ·
29 Gillespie ·
33 Burn ·
36 Longstaff ·
37 Murphy ·
39 Guimarães ·
67 Miley ·
Coach: Howe
· Assistent-coach: Jones
1 Olsen ·
2 Lustig ·
3 Lindelöf ·
4 Granqvist ·
5 Olsson ·
6 Augustinsson ·
7 Larsson ·
8 Ekdal ·
9 Berg ·
10 Forsberg ·
11 Guidetti ·
12 Johnsson ·
13 Svensson ·
14 Helander ·
15 Hiljemark ·
16 Krafth ·
17 Claesson ·
18 Jansson ·
19 Rohdén ·
20 Toivonen ·
21 Durmaz ·
22 Thelin ·
23 Nordfeldt ·
Coach: Andersson
1 Olsen ·
2 Lustig ·
3 Lindelöf ·
4 Granqvist  ·
5 Bengtsson ·
6 Augustinsson ·
7 S. Larsson ·
8 Ekdal ·
9 Berg ·
10 Forsberg ·
11 Isak ·
12 Johnsson ·
13 Svensson ·
14 Helander ·
15 Sema ·
16 Krafth ·
17 Claesson ·
18 Jansson ·
19 Svanberg ·
20 Olsson ·
21 Kulusevski ·
22 Quaison ·
23 Nordfeldt ·
24 Danielson ·
25 J. Larsson ·
26 Cajuste ·
Coach: Andersson